# Louisiana (Roman)
Louisiana (englischer Originaltitel: Louisiana) ist ein Roman von Frances Hodgson Burnett. Er wurde 1880 veröffentlicht und ist ein relativ unbekanntes Kinderbuch der Autorin von „Der kleine Lord“, „Sara, die kleine Prinzessin“ und „Der geheime Garten“.

## Handlung
In Oakvale Springs (North Carolina) trifft die New Yorkerin Olivia Ferrol auf die junge und hübsche Louisiana Rogers, die wie eine Karikatur der ländlichen vorherrschenden Mode gekleidet ist. Louisiana (genannt Louise oder Louisianny) ist das einzige überlebende Kind von Elbert und Ianthy Rogers und stammt aus gutbäuerlichen Verhältnissen.
Miss Ferrol beschließt aus Langeweile und Neugierde Louisiana in ihre Kleider zu kleiden und sie vornehmes Benehmen zu lehren, um ihrem Bruder einen Streich zu spielen. Nach einigen Wochen kommt Laurence Ferrol an und Olivia erzählt ihm nichts von Louisianas Herkunft. Sie lässt ihn darüber rätseln. Laurence ist vom ersten Moment an von Louisianas Schönheit und ihrer geheimnisvollen, schweigsamen Art fasziniert. 
Nach einiger Zeit beschließt Louisiana jedoch dieses Spiel zu beenden, da sie der Meinung ist, dass sie nicht die Person sei, die sie vorgebe zu sein. Sie versucht es hier enden zu lassen und verkündet daraufhin ihre Abreise. Sie lässt aber Laurence weiter im Unklaren.
Am Tag vor ihrer Abreise wird ein Ausflug in die Berge gemacht. Auf den Weg dahin werden die drei von einem Gewitter überrascht und suchen in einem Bauernhaus Unterschlupf. Dieses stellt sich als Louisianas Zuhause heraus. Louisiana überredet ihren Vater ihr bei ihrer Rolle zu helfen, aber als Laurence über ihren Vater lacht, sagt sie ihm die Wahrheit und die Wege der drei trennen sich. 
Elbert Rogers beschließt nun seiner über alles geliebten Tochter etwas Gutes zu tun, da sie deprimiert wirkt. Er beschließt das Haus nach Vorbild der Mode umzubauen und ihr Kleider aus Paris zu kaufen. Außerdem schlägt er ihr eine Reise nach Europa vor, woraufhin es zu einer Aussprache zwischen Vater und Tochter kommt. Elbert dachte fälschlicherweise Louisiana würde ihn, genauso wie ihre Freunde, für einen Verrückten halten. Louisiana berichtigt dies, genauso wie sie gesteht, dass sie sich schlecht fühle, weil sie versucht haben ihn zu verleugnen. Nach der Versöhnung erkrankt Elbert schwer und stirbt zwei Wochen später. 
Schließlich ist Louisiana von ihrer Trauer um ihren geliebten Vater überwältigt und macht sich selbst Vorwürfe keine gute Tochter gewesen zu sein. In diesen Moment taucht Laurence Ferrol wieder auf und gesteht ihr seine Liebe. Die beiden heiraten und ziehen nach New York.

## Charaktere
- Olivia Ferrol: beobachtet gerne ihre Umgebung um neue “Arten” von Menschen zu finden

- Laurence Ferrol: von Beruf Autor und der Bruder von Olivia. Er heiratet später Louisiana.

- Louisiana Rogers: Sie ist ein neunzehnjähriges, hübsches und wohlerzogenes Mädchen aus gutbäuerlichen Verhältnissen. Sie ist teilweise naiv und unwissend der weiten Welt gegenüber. Sie wird von Laurence, den sie später heiraten wird, Louise genannt und von ihrem Vater Louisianny. Sie wurde nach dem Bundesstaat, aus dem ihr Vater stammt, benannt.

- Elbert Rogers: Vater von Louisiana, liebt Louisiana über alles, da sie das einzige von elf Kindern ist, das überlebte. Er sagt auf dem Sterbebett, sie solle niemandem ein Unrecht tun. Was später als Wissen um Louisiana Liebe zu Laurence ausgelegt wird.

(Zitat: „ye’ll be happy-“ he said, „afore long. I kinder- know. Lord! How I’ve – loved ye, honey – an’ ye’ve deserved it – all. Don’t ye do no one – a onjestice.“ Louisiana von Scribner´s sons, 1914; Seite 139
Zitat: „It was you he meant,“ she answered. „He knew I had been hard to you – and he Knew I –“ Louisiana von Scribner´s sons, 1914; Seite 155)
- Ianthy Rogers: Mutter von Louisiana, bereits vor der Geschichte verstorben